# Burn (curso de agua)
En el uso local, un burn es un tipo de curso de agua. El término se aplica a un gran arroyo o a un pequeño río. La palabra se utiliza en Escocia e Inglaterra (especialmente en el noreste de Inglaterra) y en partes del Ulster, Australia y Nueva Zelanda.

## Etimología
El cognado de burn en inglés estándar es "bourn", "bourne", "borne", "born", que se conserva en topónimos como Bournemouth, King's Somborne, Holborn, Melbourne. Un cognado en alemán es Born (contemp. Brunnen), que significa "pozo", "manantial" o "fuente", que se mantiene en topónimos como Paderborn en Alemania. Ambas palabras, la inglesa y la alemana, derivan de la misma raíz protogermánica.
El gaélico escocés tiene la palabra bùrn, también afín, pero que significa "agua dulce"; la palabra gaélica actual para "burn" es allt (a veces anglicida como "ault" o "auld" en los topónimos).